# Onani
 For alternative betydninger, se Onani (flertydig). (Se også artikler, som begynder med Onani)
Onani eller masturbation er seksuel selvtilfredsstillelse, hvor en person stimulerer sine egen kønsorganer for at opnå seksuel nydelse, ofte i form af orgasme. Typisk udføres onani med hånden og/eller fingre, men kan også foregå ved hjælp af sexlegetøj. Mandlig onani foregår ved stimulans af mandens penis, prostata eller anus (evt. ved indførelse af en lubrikeret finger, dildo e.l.), mens kvindelig onani foregår ved stimulation af enten klitoris, skeden eller begge.
Ordet stammer fra Første Mosebog i Bibelen, hvor Onan ikke ville gøre sin afdøde brors kone gravid og i stedet spildte sin sæd på jorden (1. Mosebog 38,9). Begrebet blev derfor først brugt om en seksuel akt inkluderende mindst én mand, hvor dennes sæd spildtes i forhold til formålet at kunne gøre en kvinde gravid. Den historiske brug dækker derfor f.eks. afbrudt samleje, hvor manden udtømmer sin sæd uden for kvindens skede, og mandlig (men ikke kvindelig) masturbation.
Man har siden forhistorisk tid afbilledet onani på kunstværker og diskuteret onani i litteraturen. I det 18. og 19. århundrede har teologer og læger beskrevet onani negativt. Eksempelvis var Christian 7.'s livlæge Struensee overbevist om, at det var kongens hang til onani, der var roden til hans sære opførsel og svage fysik. I løbet af det 20. århundrede er tabuerne generelt forsvundet. Onani beskrives dog stadig fyldigt i kulturen.
I en mere nutidig og fysiologisk forstand er der dog fortsat tale om et spild af kropsvæsker. Dog er der tale om, at dette sker som et resultat af berøring af sig selv, i håb om at opnå tilfredsstillelse (dvs. selvtilfredsstillelse). Dette kan så foregå med eller uden en række forskellige hjælpemidler (eks. dildo) eller ophidsende genstande (fetichisme). Der kan endda være tale om gensidig onani uden decideret samleje. Sundhedsmæssigt anses onani generelt for at være naturligt og sundt,. Der er forskning, der tyder på at hyppig onani hos mænd kan mindske risikoen for prostatakræft, mens kvinder ved regelmæssige orgasmer kan forebygge infektioner og præmenstruelle smerter.
Onani er almindeligt på tværs af køn, dog viser Projekt Sexus-rapporten fra 2019, at danske mænd onanerer markant mere end danske kvinder. Mens 67 procent af mændene svarer, at de onanerer mindst en gang om ugen, gør det sig blot gældende for 26 procent af kvinderne.
Siden 1998 har man i forskellige lande afholdt konkurrencer i onani kaldet Masturbate-a-thons.